# Киенка

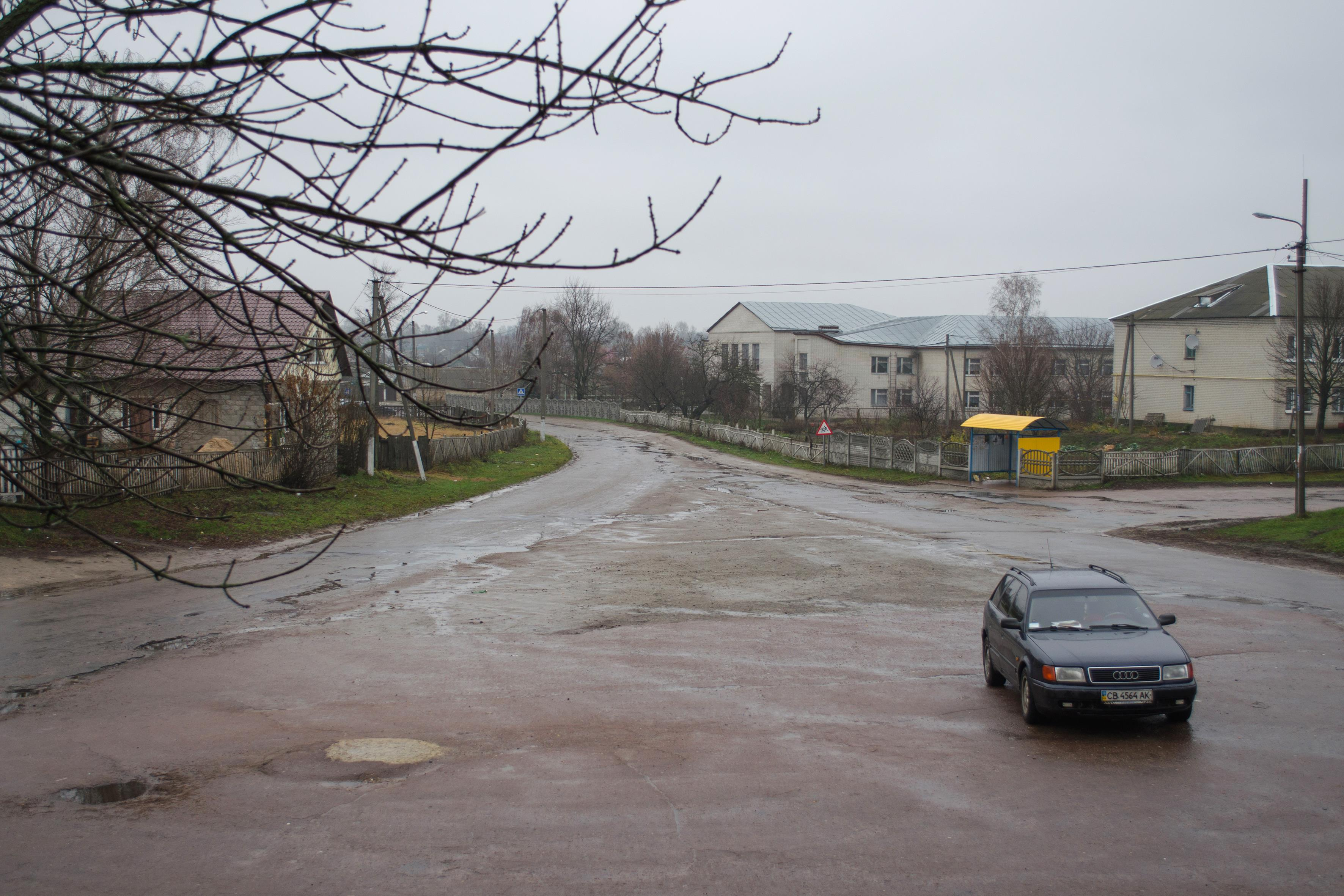
Центральная часть села

Ки́енка (укр. Киї́нка) — село в Черниговском районе Черниговской области Украины, административный центр Киенской сельской общины. До 2018 года был центром Киенского сельсовета. Расположено в 7 км от районного центра и железнодорожного узла Чернигов. Население 2 600 человек в 2025 году. Протекает река Киянка, от которой происходит название села.

## История
Возле сёл Гущин, Жавинка, Киенка обнаружены несколько поселений: эпохи бронзы (II тысячелетие до н. э.), скифского времени (V—III вв. до н. э.), 3 курганных могильника, 2 городища и 4 поселения периода Киевской Руси (IX—XIII вв.). На древнерусском могильнике около Гущина раскопано 10 курганов. В одном из них похоронен дружинник с конём в деревянной гробнице.
Киенка возникла в первой половине XIX в.
На фронтах Великой Отечественной войны против немецких войск сражались 217 жителей села, из них за проявленное мужество и героизм 203 человека награждены орденами и медалями, 152 — погибли. Уроженцу села командиру эскадрильи 27-го гвардейского Брестского бомбардировочного авиаполка капитану В. В. Петрушевичу за мужество и героизм, проявленные при выполнении боевых заданий, присвоено звание Героя Советского Союза. В годы Великой Отечественной войны Киенка была местом боевых действий. В августе 1943 г. партизаны соединения им. Щорса разгромили здесь полицейский участок. В сентябре того же года 211-я Черниговская стрелковая дивизия 13-й армии в боях за Киенку и Гущин отбила несколько немецких контратак с танками и авиацией. В течение одного дня около Гущина были подбиты 6 вражеских танков, 3 бронемашины, уничтожено около 250 гитлеровцев. В селе установлены памятники в честь «советских воинов, погибших при освобождении села от немецко-фашистских захватчиков», и воинов-односельчан, «отдавших жизнь в борьбе против гитлеровских оккупантов».
В июле 1995 года Кабинет министров Украины утвердил решение о приватизации находившегося здесь совхоза.

## Власть
Орган местного самоуправления — Киенский сельский совет. Почтовый адрес: 15505, Черниговская обл., Черниговский р-н, с. Киенка, ул. Победы, 30
Киенскому сельскому совету, кроме Киенки, подчинены сёла:
- Гущин;
- Жавинка.

## Галерея

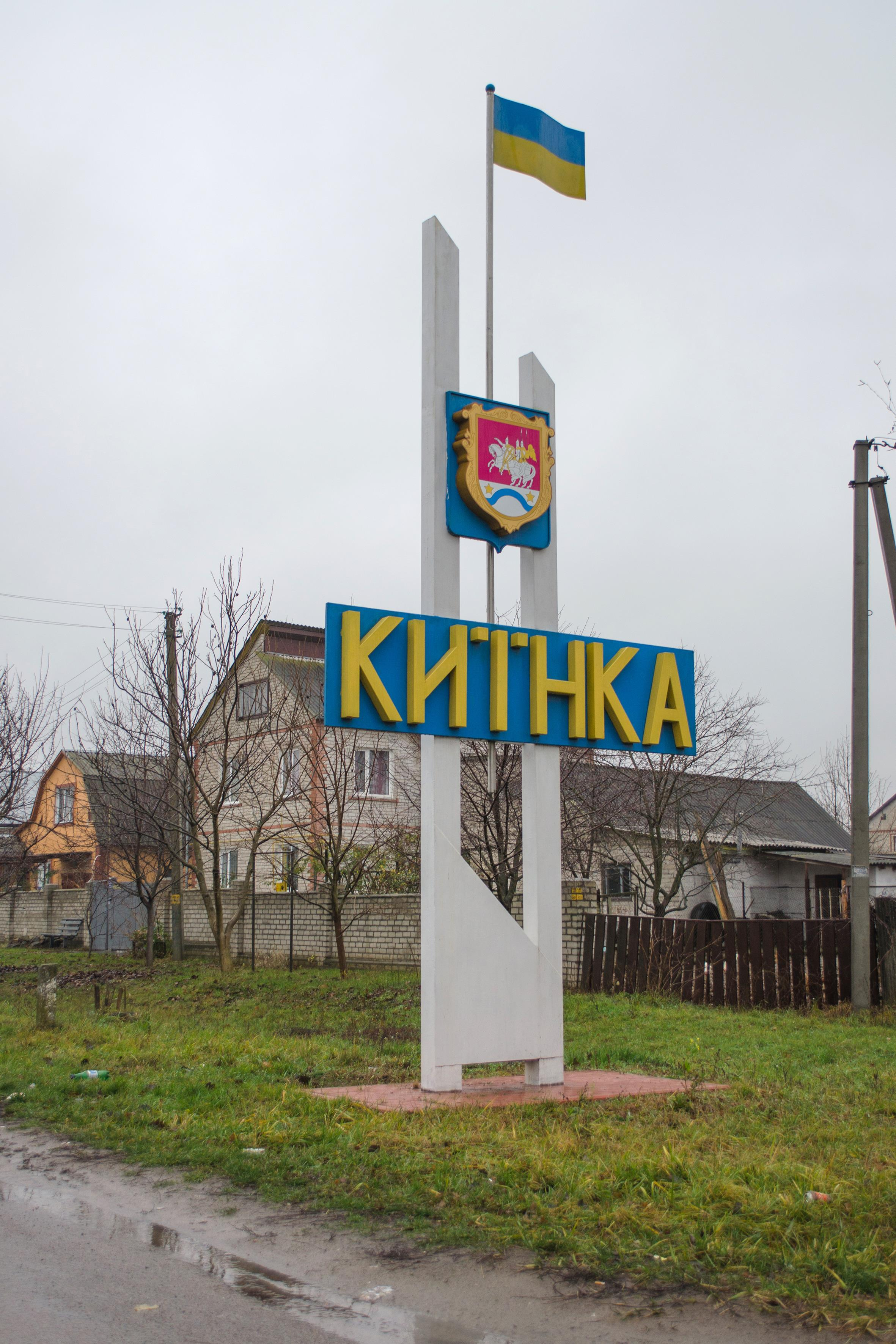
Въезд в Киенку
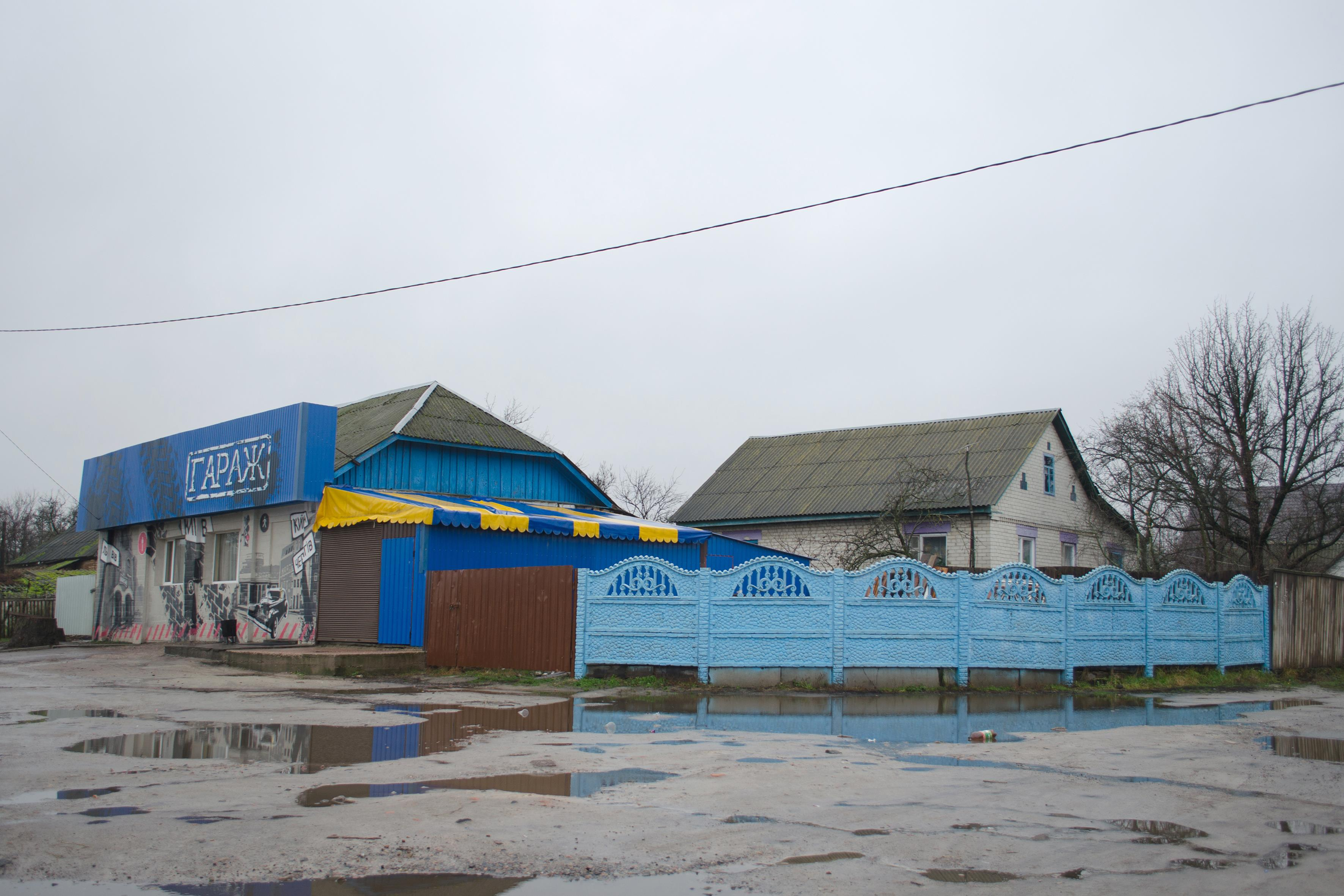
Кафе "Гараж"
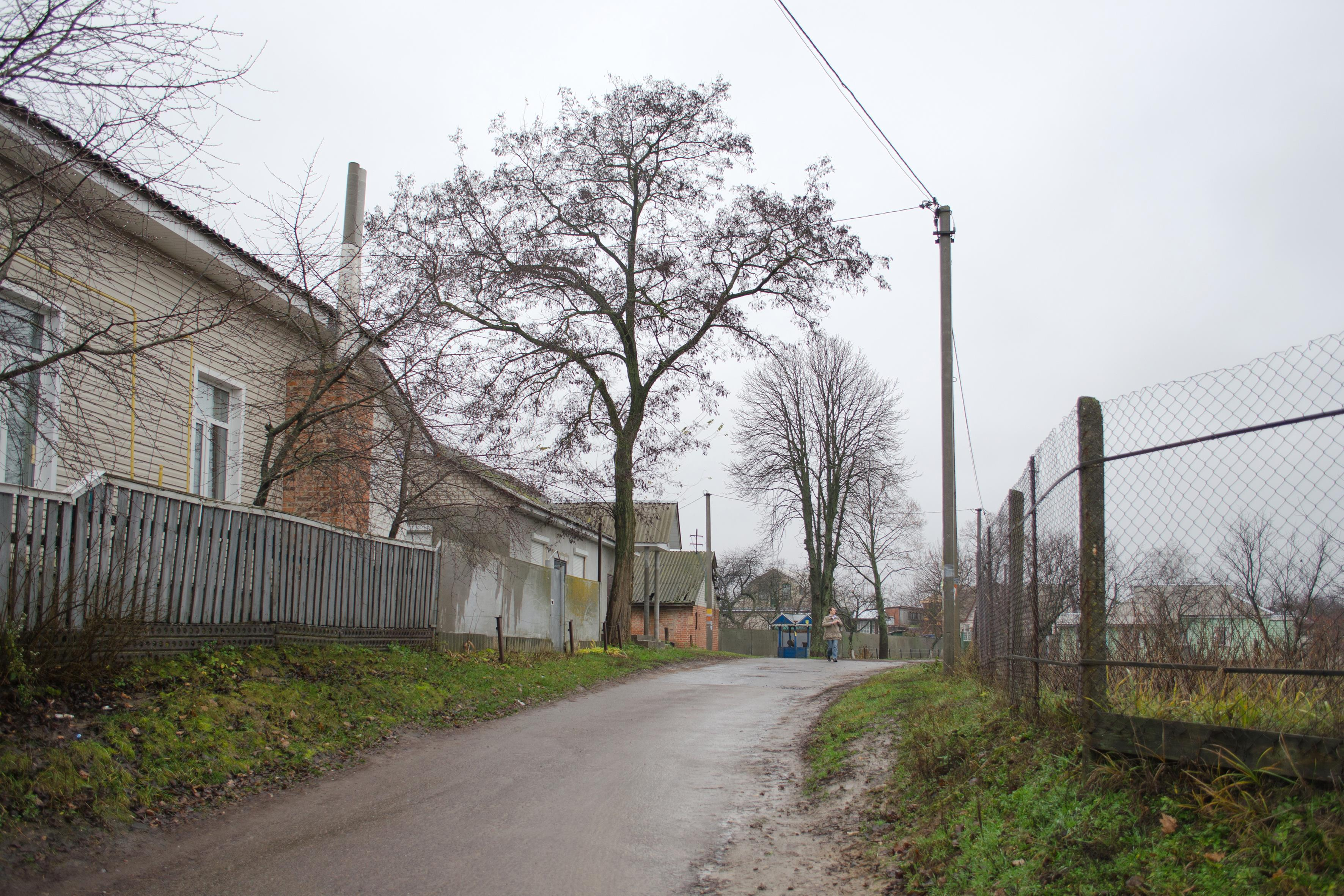
Подъём
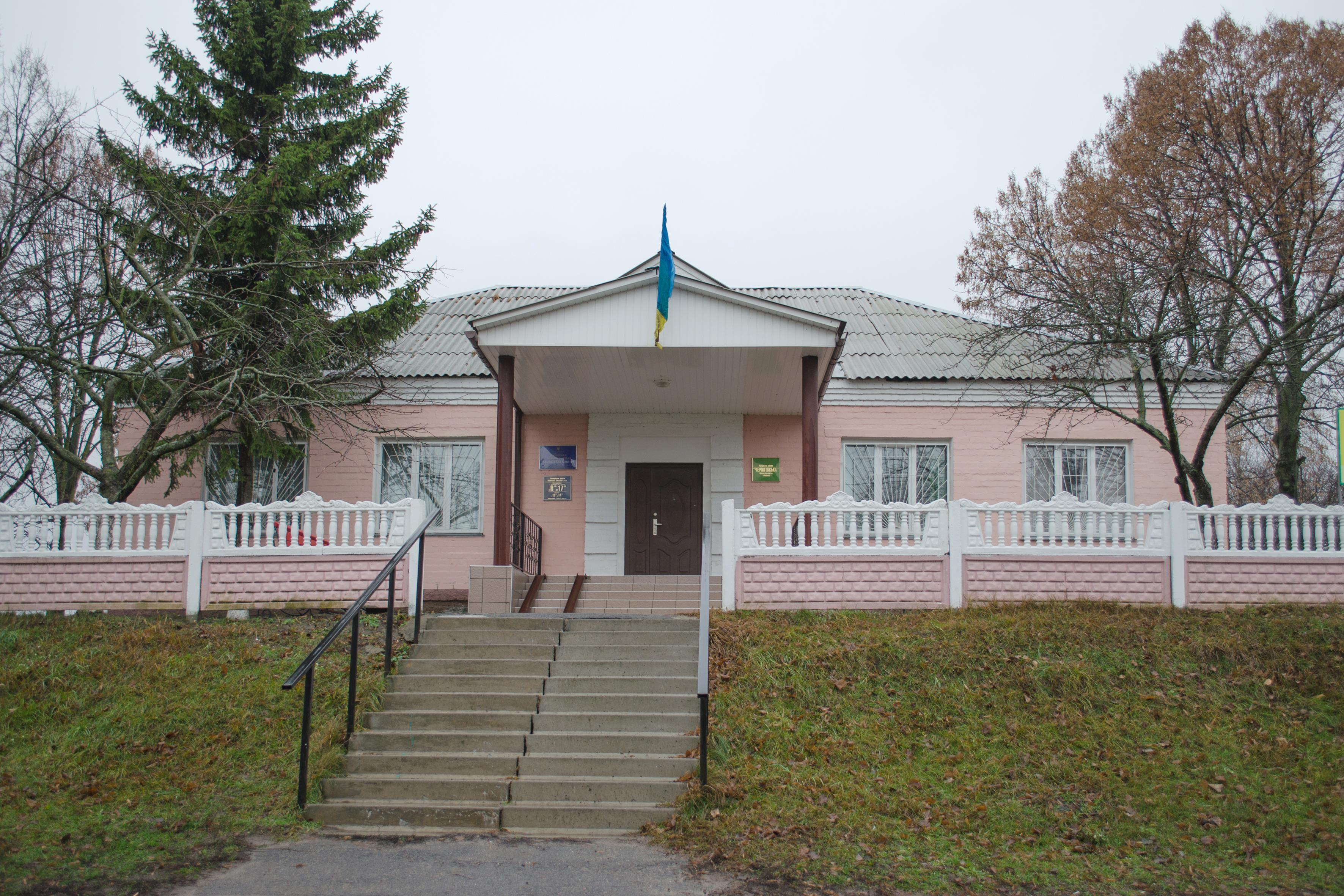
Сельсовет
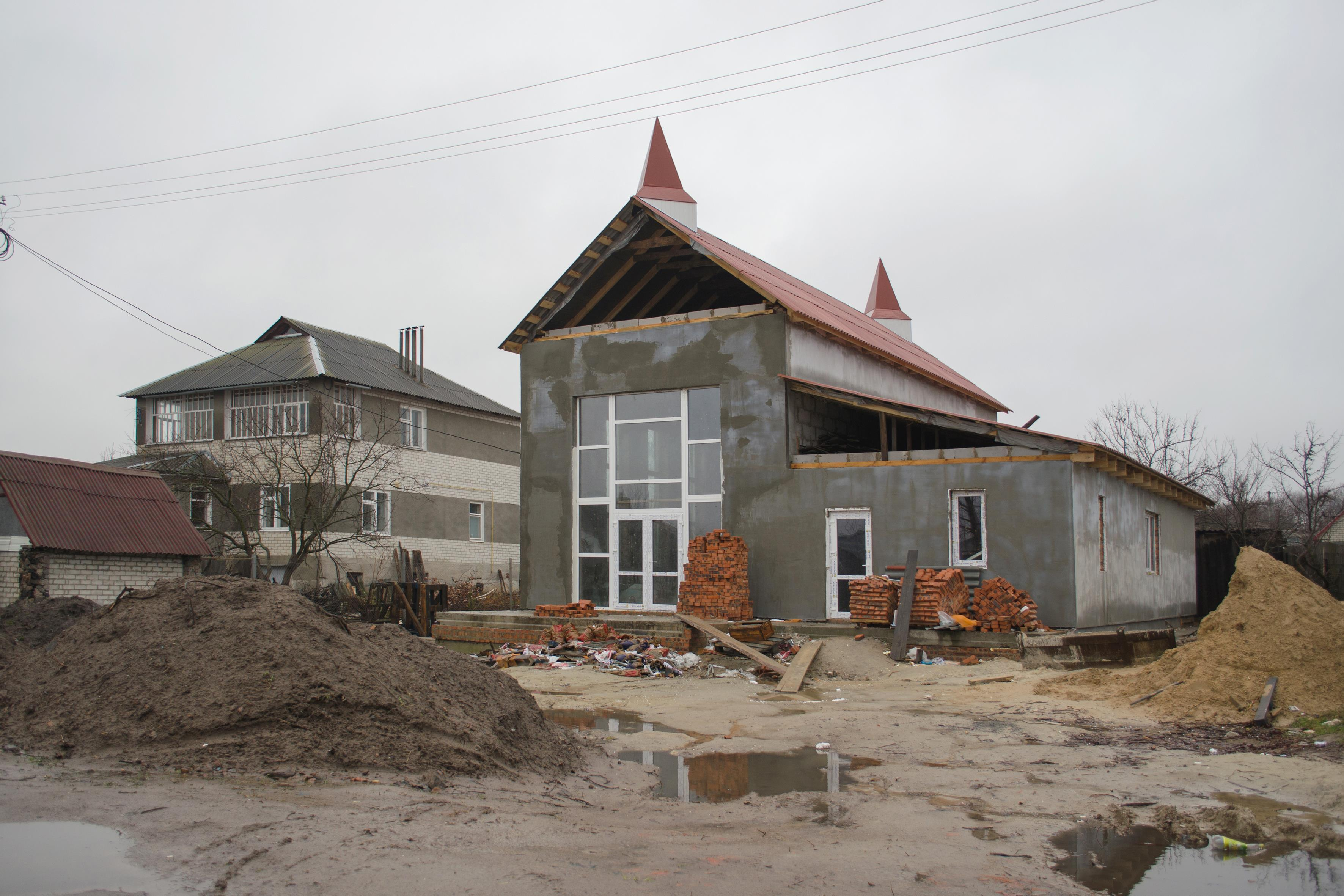
Стройка
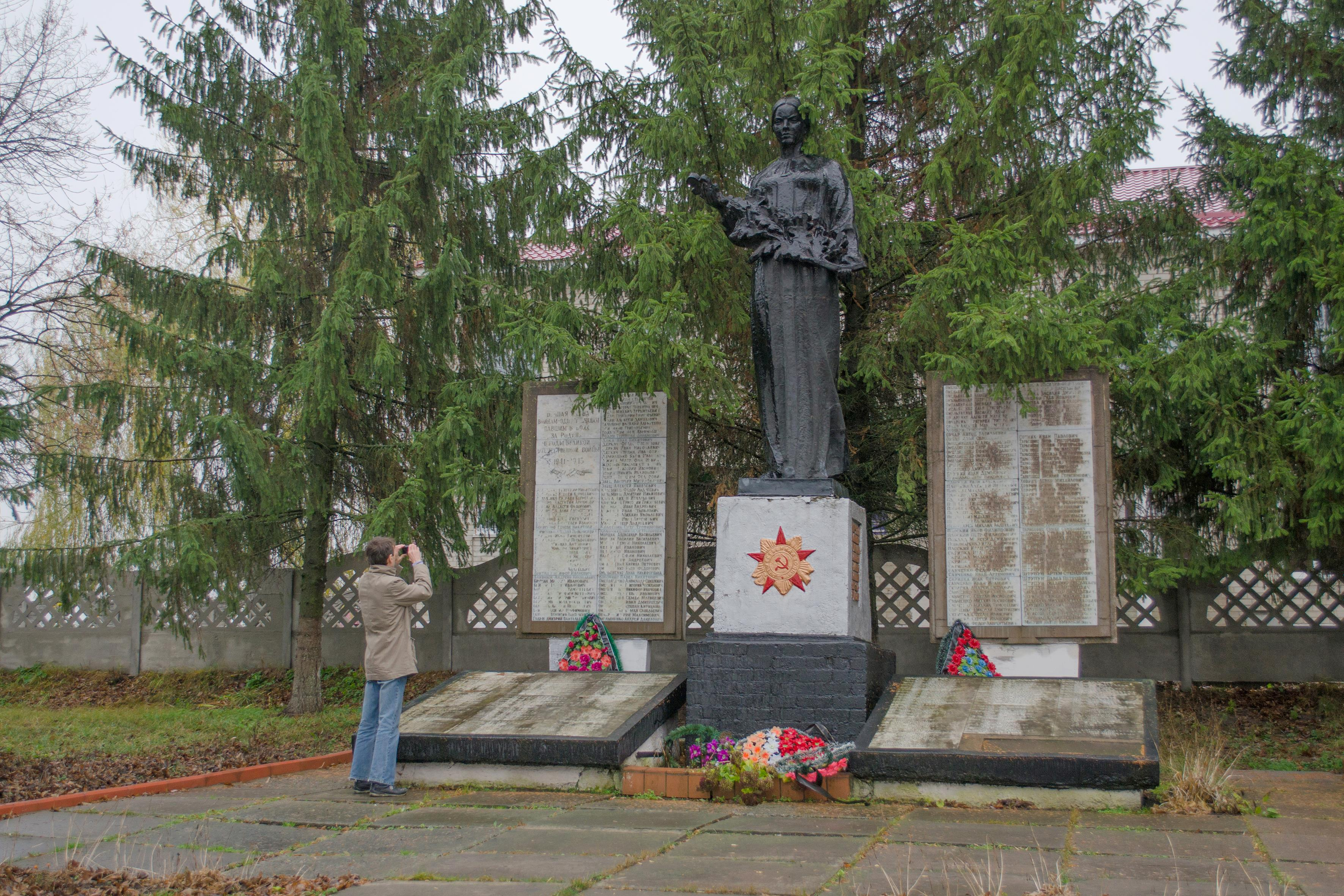
Братская могила
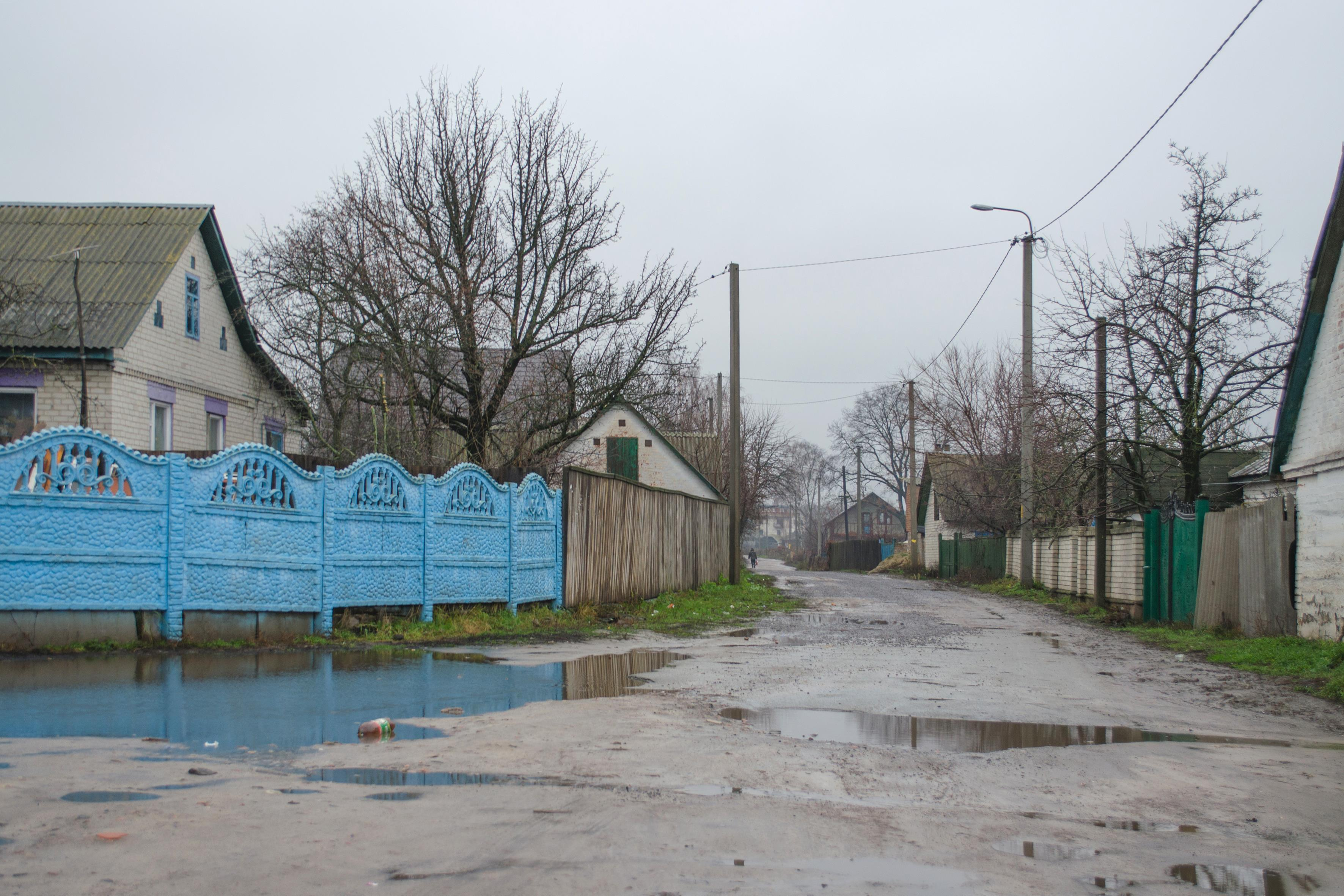
Улица
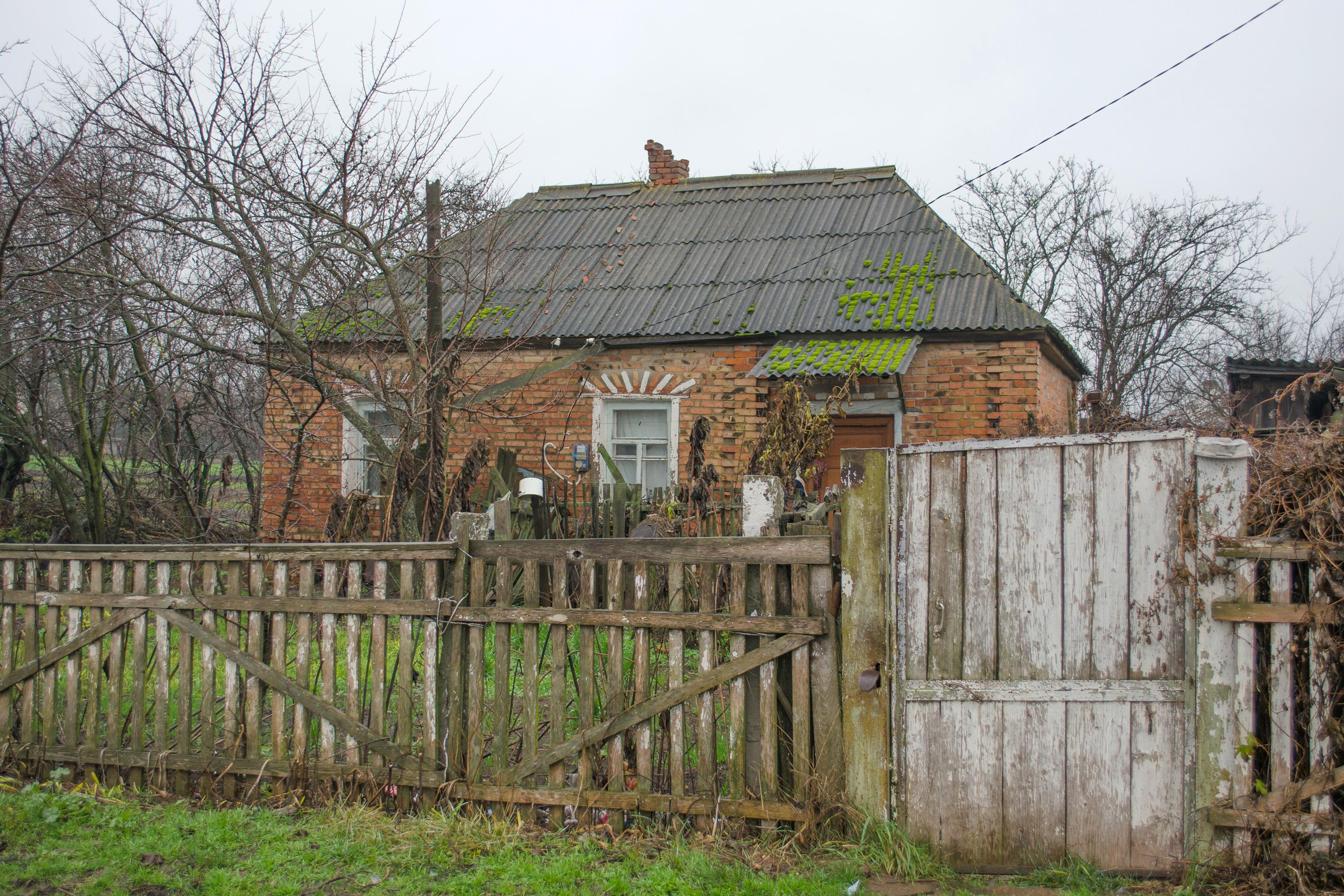
Домик
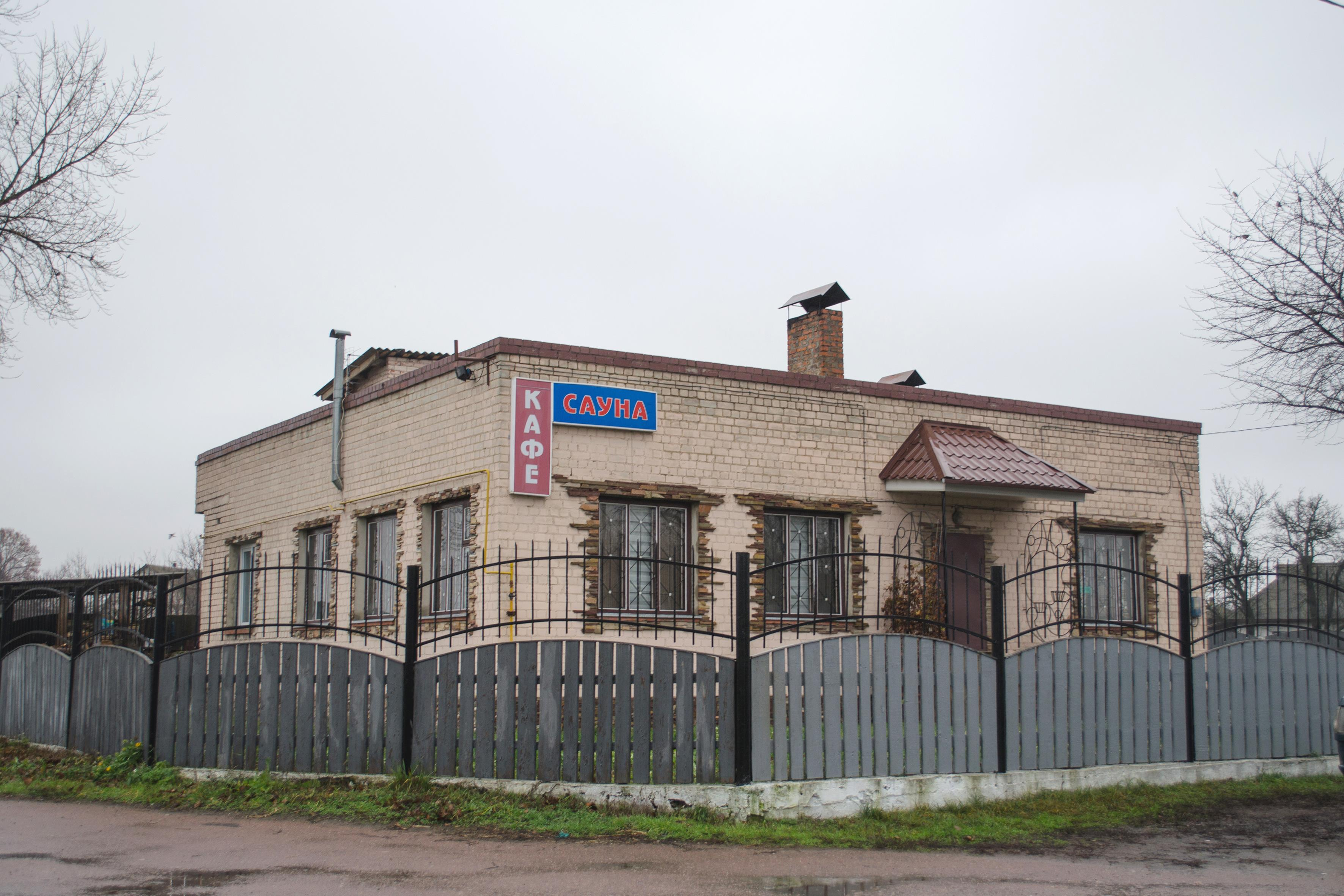
Кафе, сауна
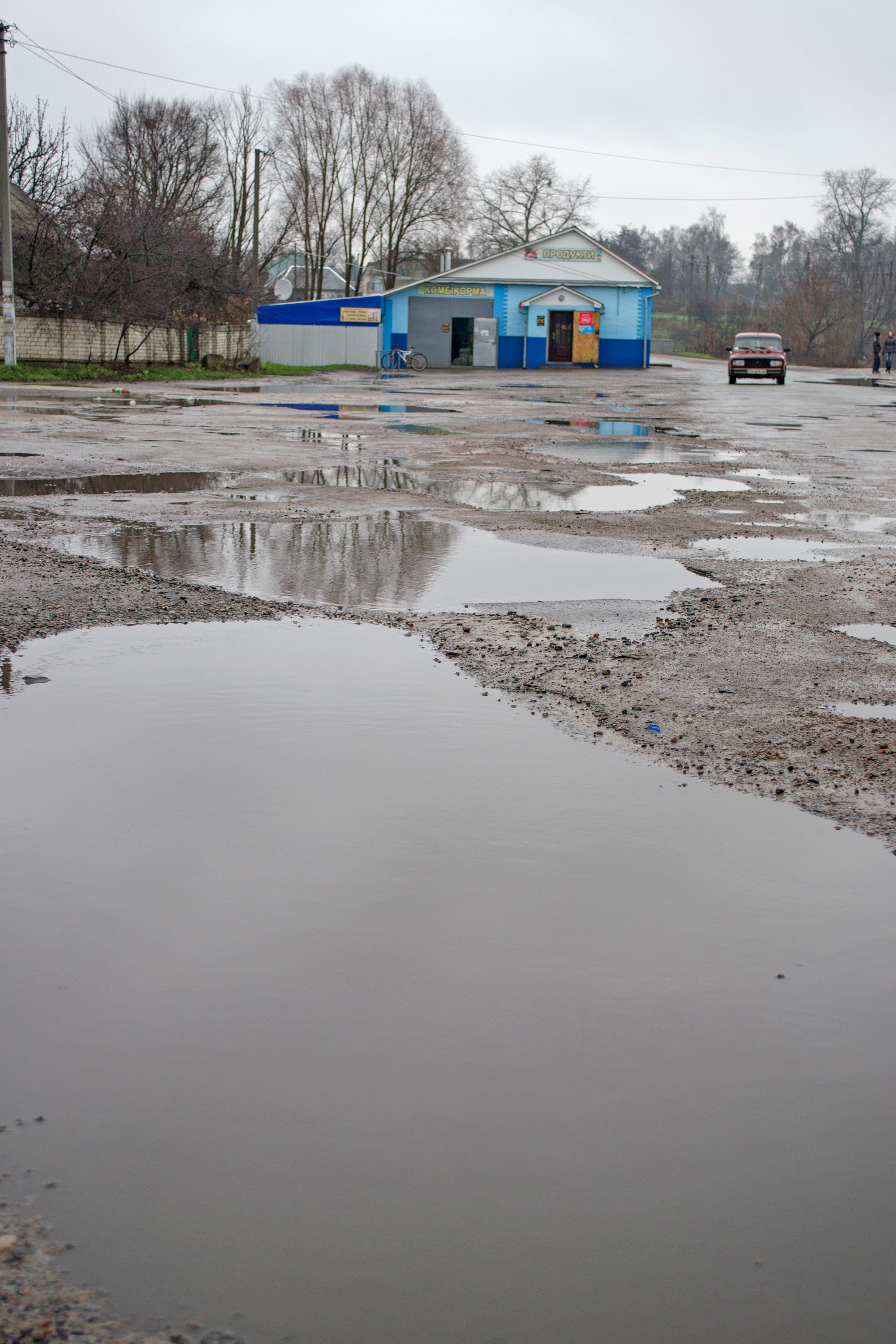
После дождя
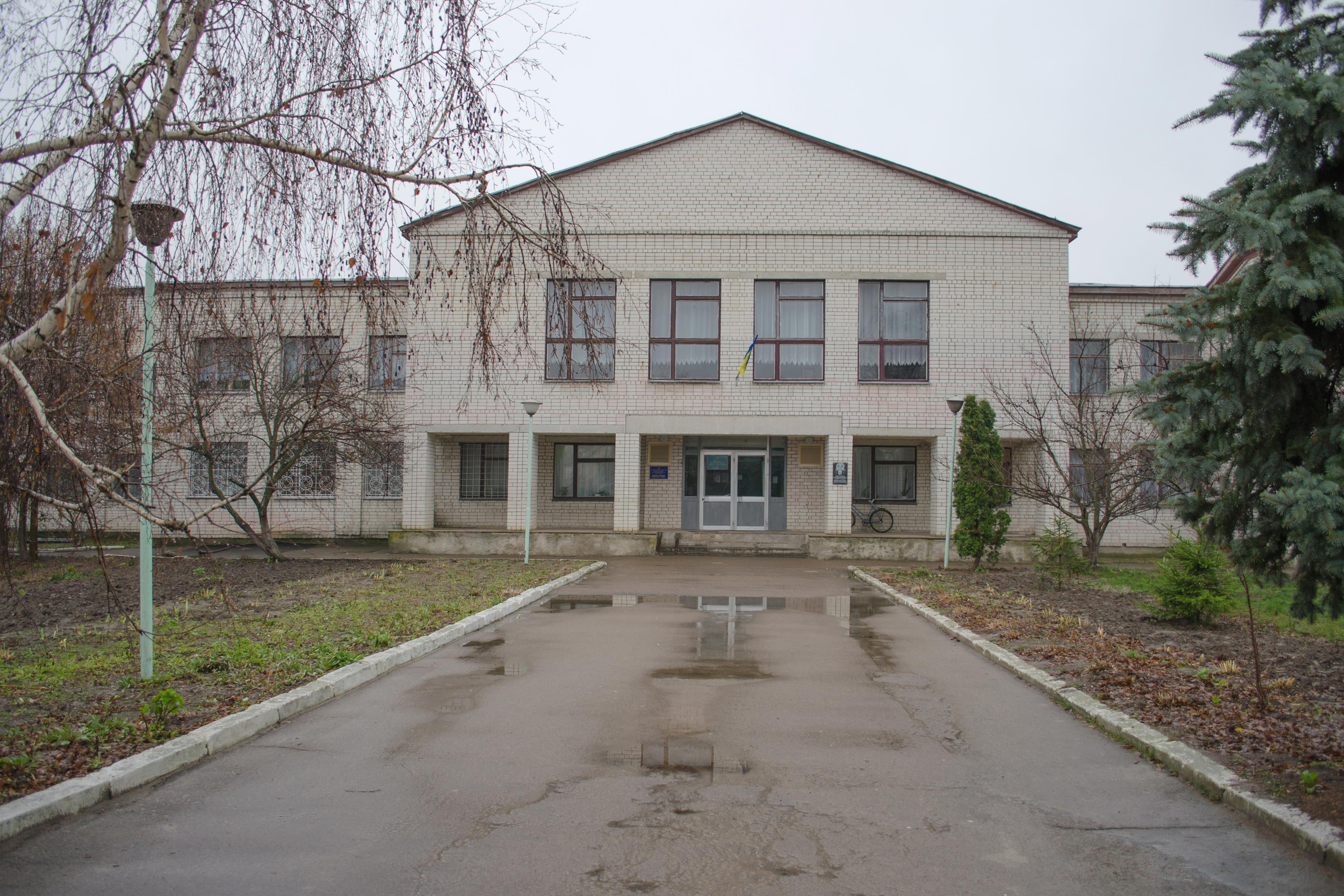
Школа